# 哈什特蓋爾德
哈什特蓋爾德是伊朗的城市，位於該國北部，由厄爾布爾士省負責管轄，距離首都德黑蘭68公里，海拔高度1,175米，該島自公元前7000年左右有人類居住，2006年人口45,332。

## 外部連結
- Case Study Hashtgerd New Town
- （页面存档备份，存于）